# Titularbistum Siniandus
Siniandus ist ein Titularbistum der römisch-katholischen Kirche.
Der antike Bischofssitz Siniandos lag in der römischen Provinz Pisidien, in der heutigen Türkei. Es war ein Suffraganbistum des jetzigen Titularerzbistums  Antiochia in Pisidien.
| Titularbischöfe von Siniandus |                                      |                                               |                  |               |
| Nr.                           | Name                                 | Amt                                           | von              | bis           |
| 1                             | Francisco Javer Lauzurica y Torralba | Weihbischof in Valenzia (Spanien)             | 20. Februar 1931 | 10. Juni 1943 |
| 2                             | Juan Vicente Arana Idígoras OCD      | emeritierter Bischof von Vijayapuram (Indien) | 14. Juni 1946    | 26. März 1958 |
| 3                             | Józef Drzazga                        | Weihbischof im Ermland (Polen)                | 5. Mai 1958      | 28. Juni 1972 |